# Zak (kleding)

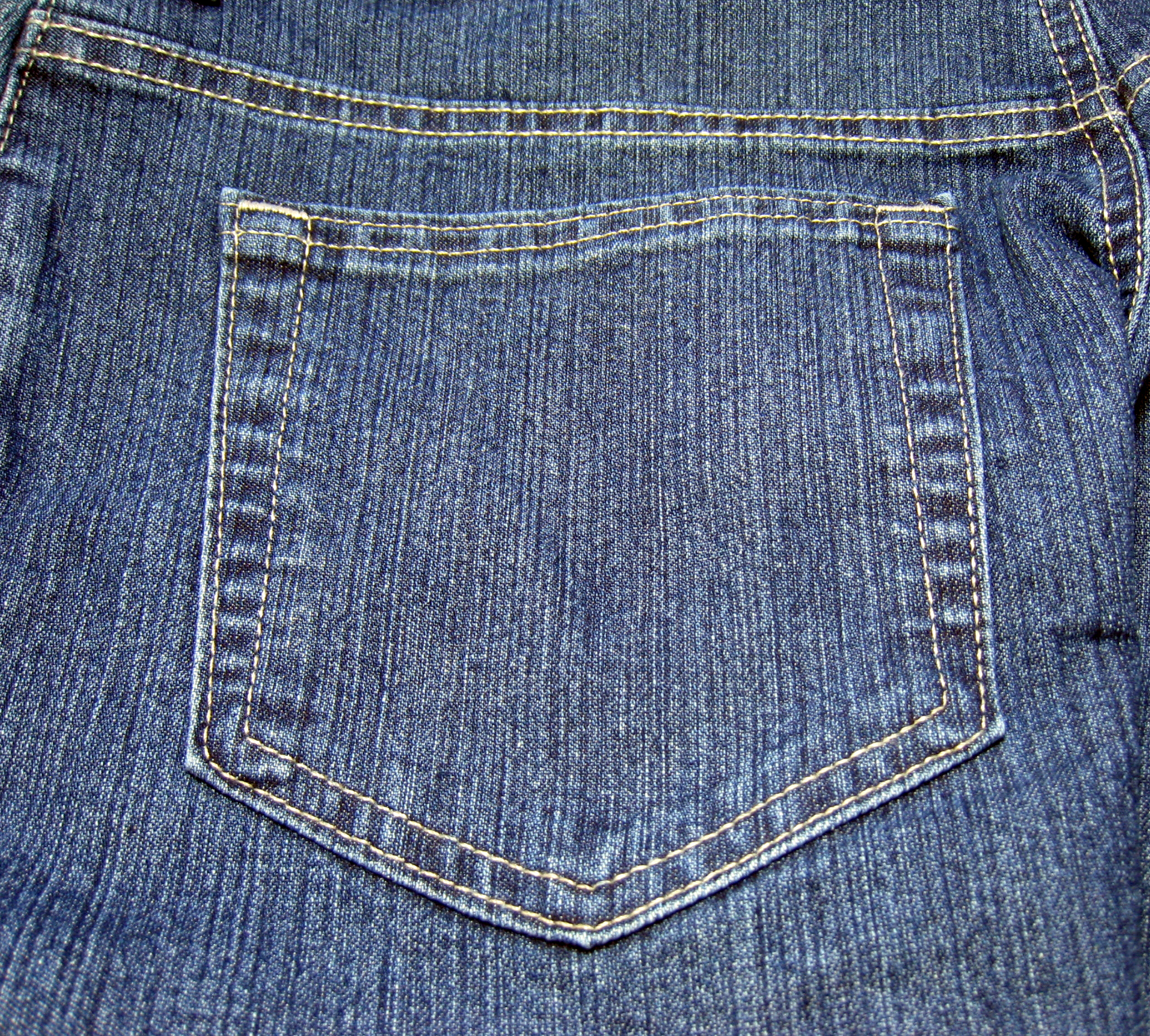
Een zak aan de buitenkant van een spijkerbroek.

Een zak is een onderdeel van een kledingstuk dat bedoeld is om kleine voorwerpen in te bewaren.  
Zakken kunnen zowel aan de binnenkant als buitenkant van een kledingstuk aan worden gebracht. Meestal is een zak aan de bovenkant open, maar er bestaan modellen die afsluitbaar zijn met bijvoorbeeld een rits, flap, of knoop. In broeken zijn zakken vaak een omhulsel dat aan de binnenkant is bevestigd, met aan de buitenkant een opening om bij dit omhulsel te kunnen. 
Bij Europese kleding begonnen zakken als losse tasjes die aan een riem konden worden gehangen.

## Modellen

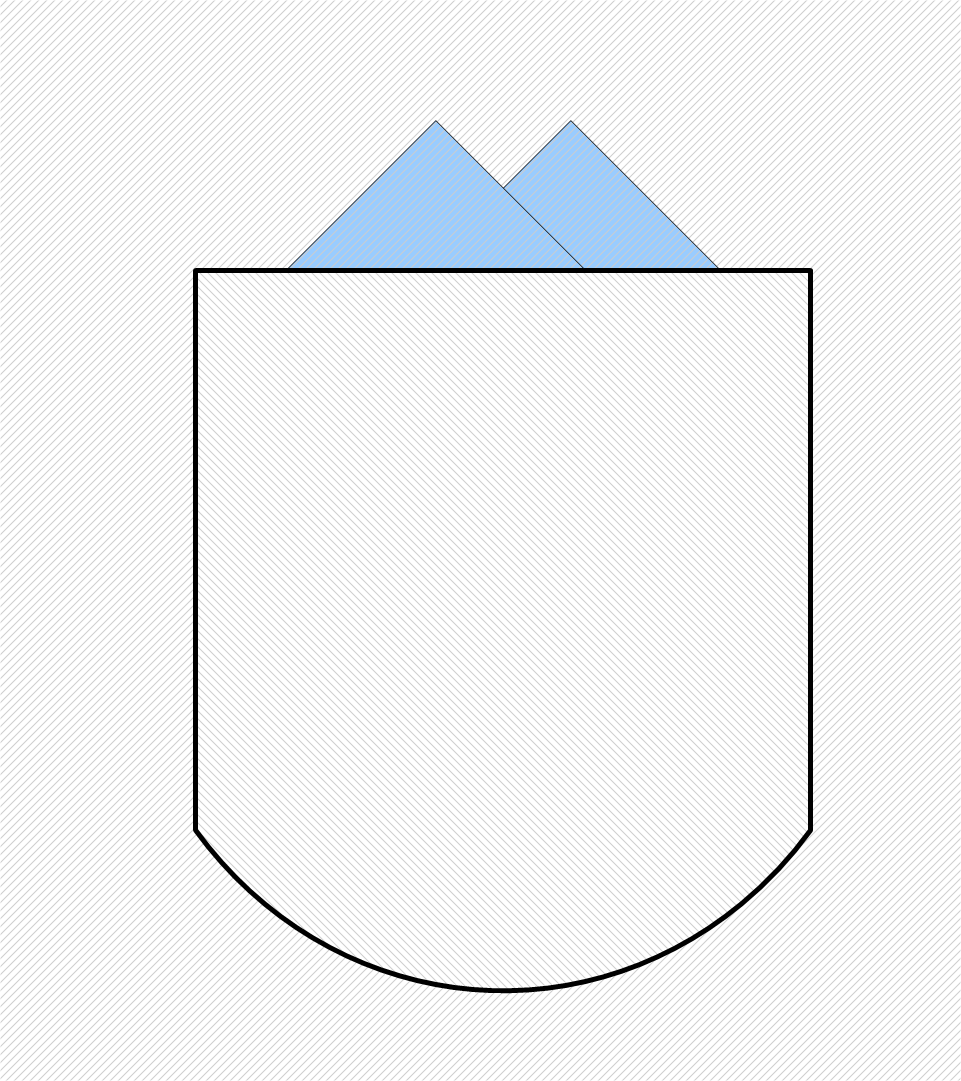
Opgenaaide zak
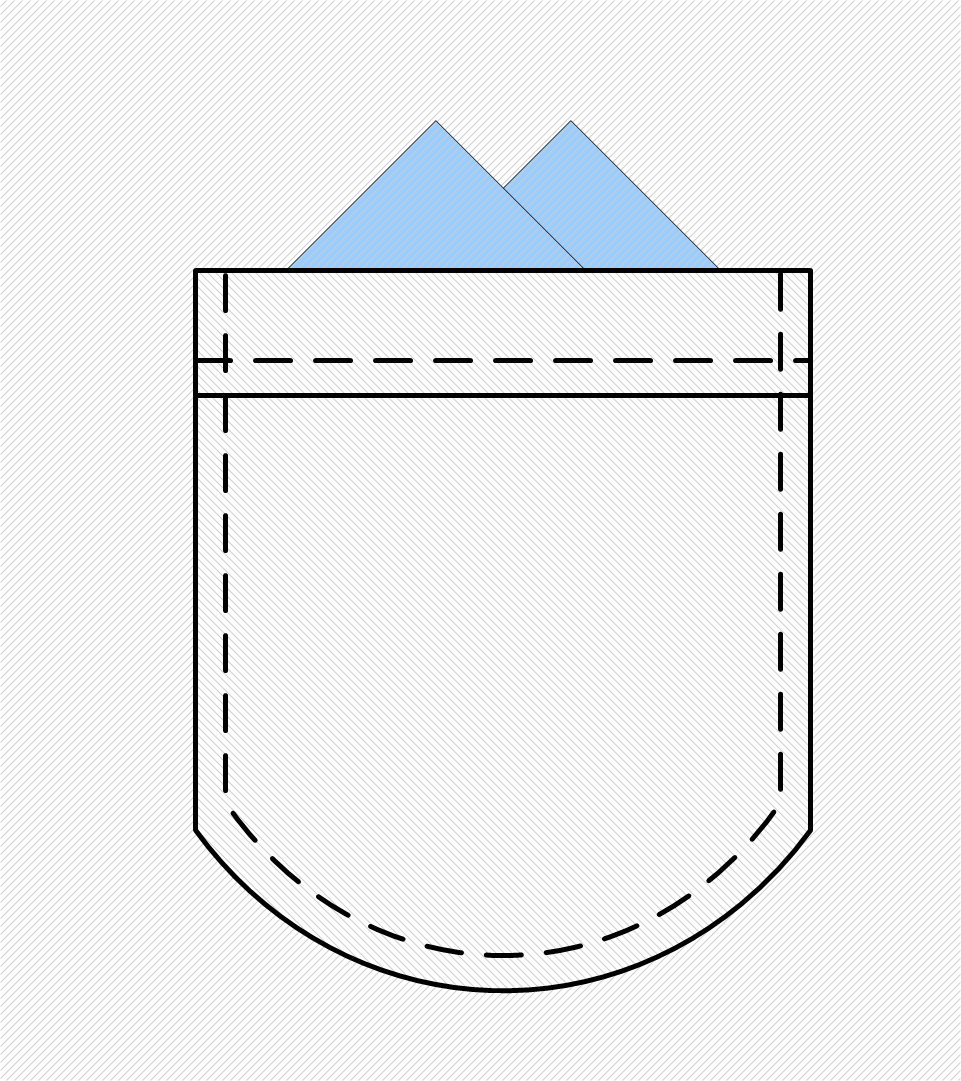
Opgenaaide zak met doorgestikte naden
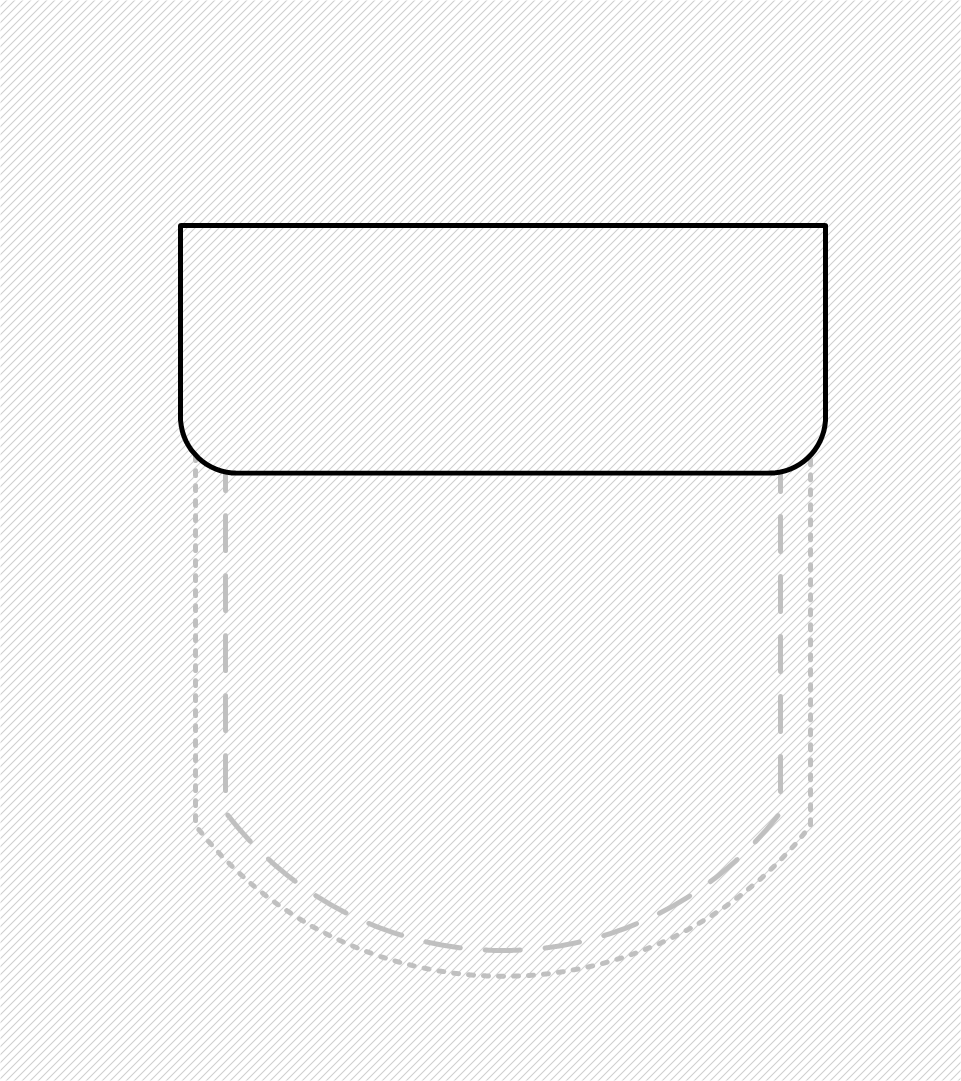
Klepzak. De zak zelf hangt aan de binnenkant van het kledingstuk; de buitenkant is afgewerkt met een flap. Wordt gebruikt voor o.a. vesten en overjassen
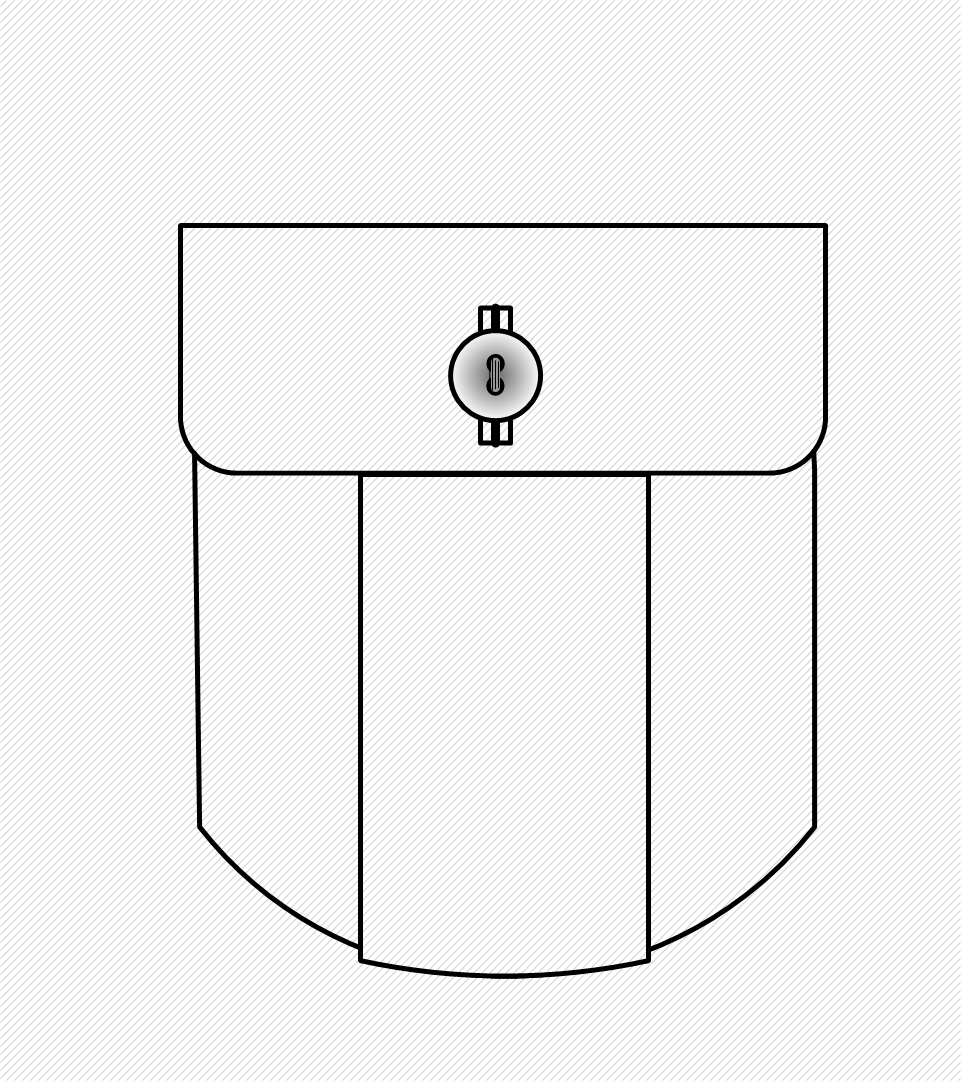
Opgenaaide zak met dubbele plooi en klep met knoop
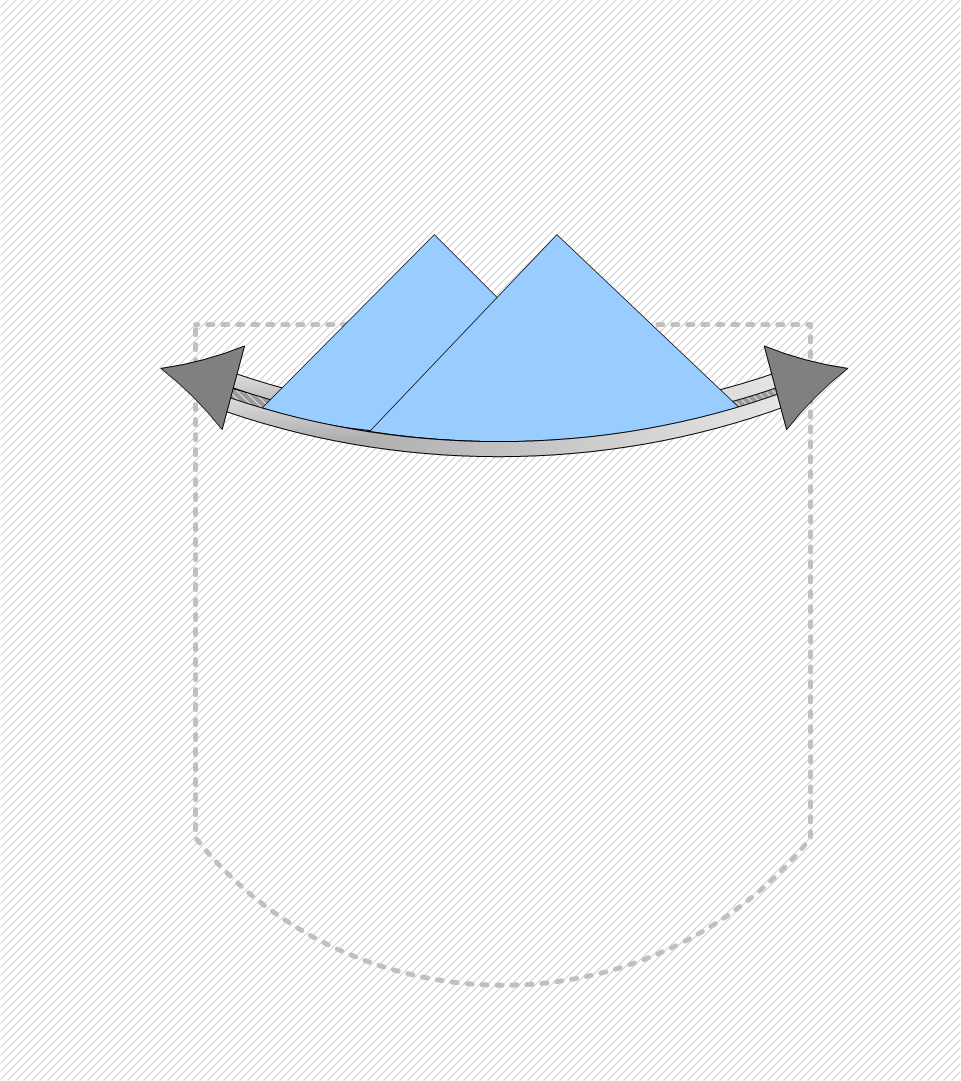
Steekzak met bies en versterking aan de zijden
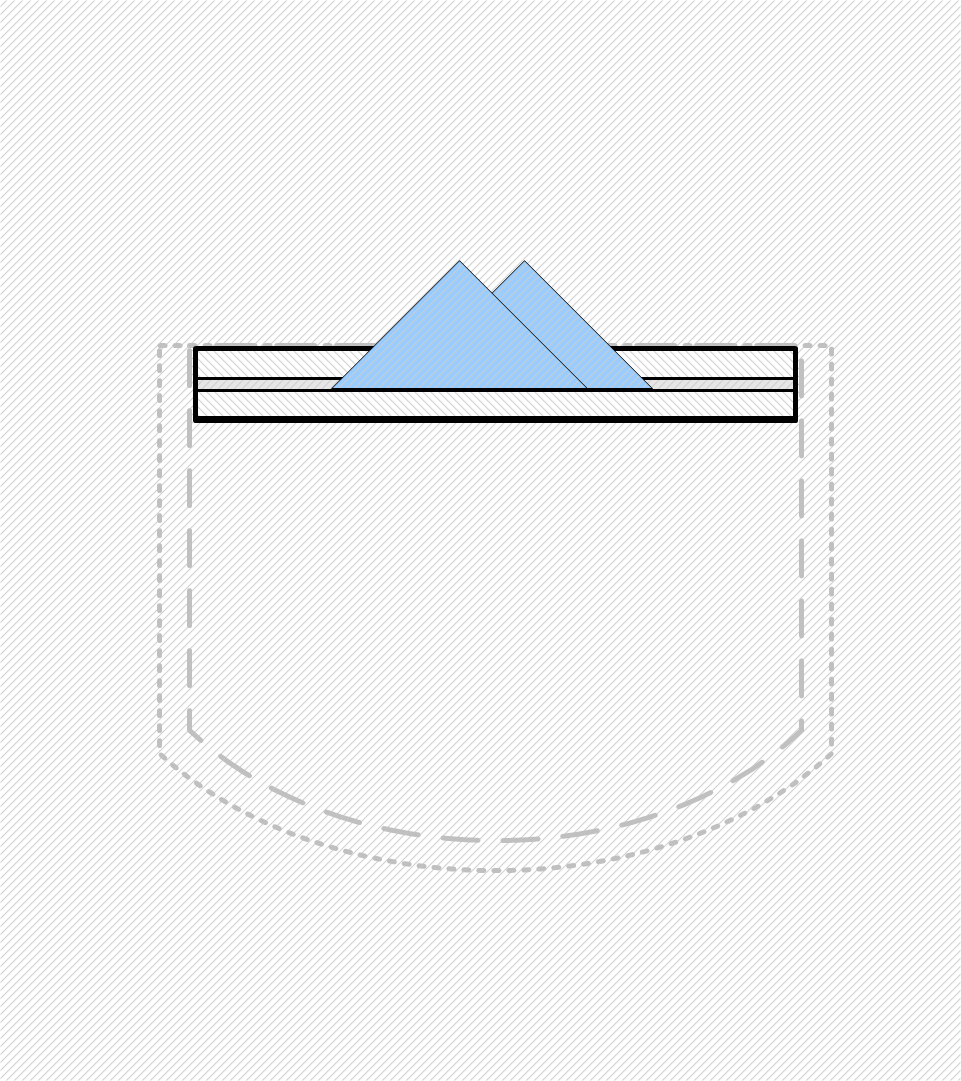
Paspelzak
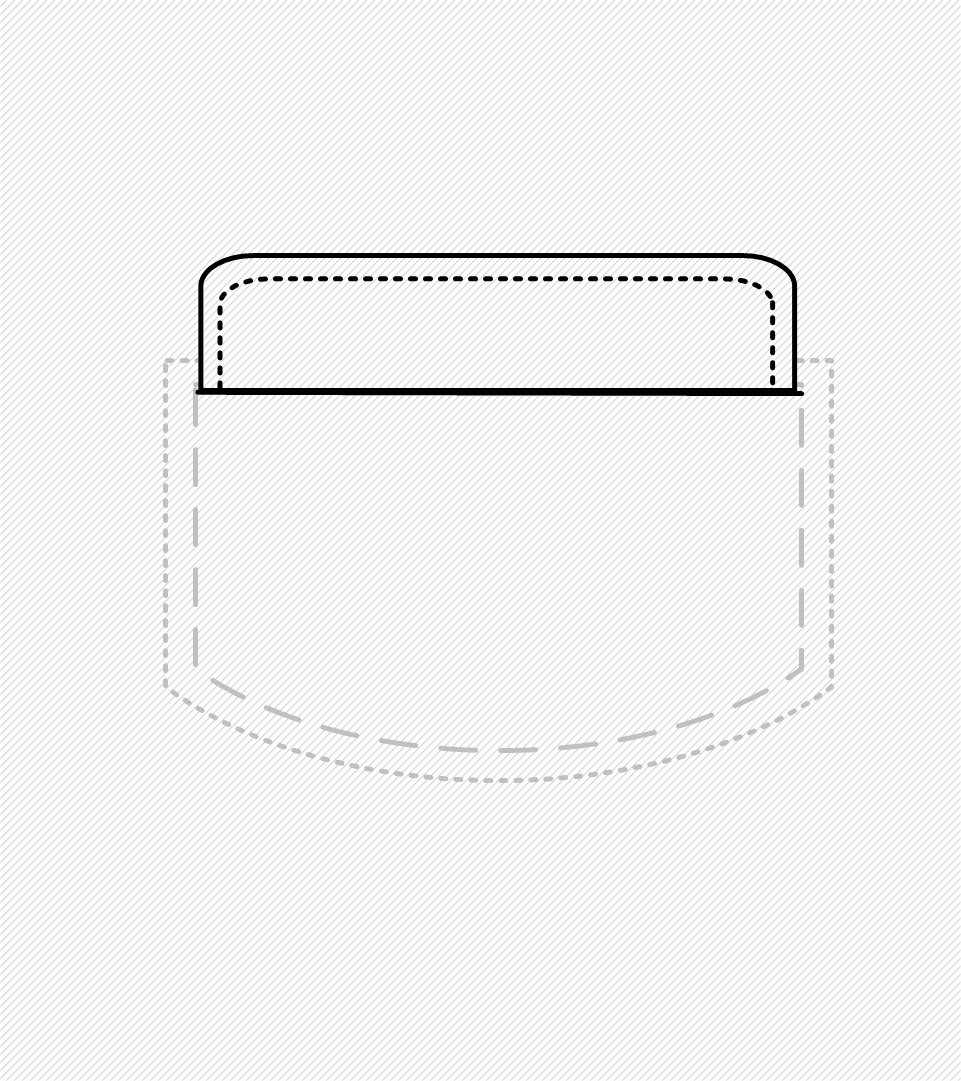
Staande of enkele paspel- of strookzak
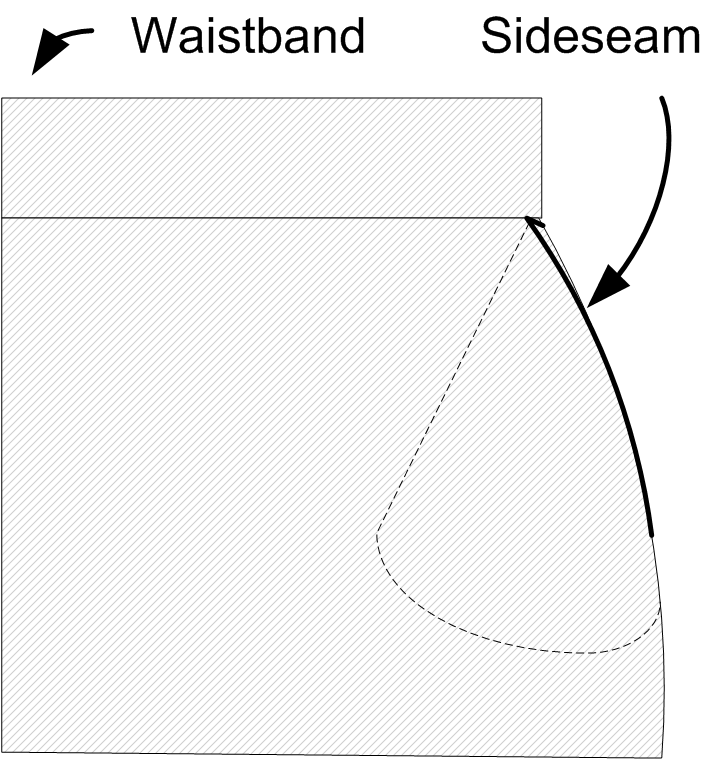
Ingenaaide zak, ook wel heupzak, een zak met de opening in de zijnaad, zoals gebruikt in overjassen, pantalons of rokken